# فينسنت لاكامبري
فينسنت لاكامبري (6 نوفمبر 1980 في بلجيكا - ) هو لاعب كرة قدم بلجيكي في مركز الدفاع. شارك مع منتخب بلجيكا تحت 19 سنة لكرة القدم ومنتخب بلجيكا تحت 21 سنة لكرة القدم. أما مع النوادي، فقد لعب مع إف سي آيندهوفن ورودا ياي سي وريسنغ وايت ديرنغ مولنبيك وK.R.C. Zuid-West-Vlaanderen ‏ وتينين هاجلاند.

## روابط خارجية
- فينسنت لاكامبري على موقع الاتحاد البلجيكي (الإنجليزية)
- فينسنت لاكامبري على موقع قاعدة بيانات كرة القدم.إي يو (الإنجليزية)
- فينسنت لاكامبري على موقع Soccerway.com (الإنجليزية)